# ریچارد لندری
ریچارد لندری (زاده ۱۹۵۷) یک معمار کانادایی است. او که به عنوان "پادشاه مگامانسیون" شناخته می‌شود، اقامتگاه های خصوصی بسیاری را برای غول های شرکتی و افراد مشهور در شهرستان لس آنجلس، کالیفرنیا طراحی کرده است.